# Norges musikkhøgskole
La Norwegian Academy of Music (in norvegese: Norges musikkhøgskole, NMH) è un conservatorio situato a Oslo, in Norvegia, nel quartiere di Majorstuen, Frogner.

## Storia
La Norges musikkhøgskole fu fondata nel 1973. Risale al 1996 la fusione con l'ex Østlandets musikkonservatorium.
La necessità di un'istituzione statale per l'educazione musicale risale al XIX secolo. Nel 1883 Ludvig Mathias Lindeman ed il figlio Peter Brynie Lindeman fondarono la "Scuola per organisti" di Kristiania – antico nome di Oslo – la quale, negli anni, si sviluppò divenendo il primo conservatorio di musica in Norvegia e costituendo una base importante per l'Accademia di musica norvegese. Il giardino d'inverno del conservatorio "Lindeman" cessò le sue funzioni nel 1973; in suo onore fu intitolata Lindeman Hall la principale sala da concerto dell'Accademia, dotata di una capienza di oltre quattrocento persone.

## Struttura
La Norges musikkhøgskole è la più grande accademia di musica della Norvegia e offre un'educazione musicale di alto livello. L'accesso alla scuola avviene tramite audizione dei candidati; la scuola è gratuita, come previsto dal sistema educativo norvegese.
L'ente forma artisti, compositori e docenti ai diversi generi della musica folk, della musica sacra, della musica classica e della musica jazz. L'Accademia è inoltre il maggiore organizzatore di concerti di Oslo.